# Vyšná Šebastová
Vyšná Šebastová es un municipio del distrito de Prešov en la región de Prešov, Eslovaquia, con una población estimada a final del año 2024 de 1349 habitantes.
Se encuentra ubicado en el centro-sur de la región, en el valle del río Torysa (cuenca hidrográfica del río Tisza) y cerca de la frontera con la región de Košice.

## Demografía
| Año        | 1994 | 2004    | 2014     | 2024     |
| ---------- | ---- | ------- | -------- | -------- |
| Población  | 944  | 1022    | 1191     | 1349     |
| Diferencia |      | +8,26 % | +16,53 % | +13,26 % |

| Año        | 2023 | 2024    |
| ---------- | ---- | ------- |
| Población  | 1351 | 1349    |
| Diferencia |      | −0,14 % |